# Walter Gürtler
Walter Gürtler, auch Walthari Gürtler, (* 25. Juli 1931 in Allschwil; † 30. August 2012 in Mulhouse, Frankreich; heimatberechtigt in Allschwil) war ein Schweizer Bildhauer.

## Leben

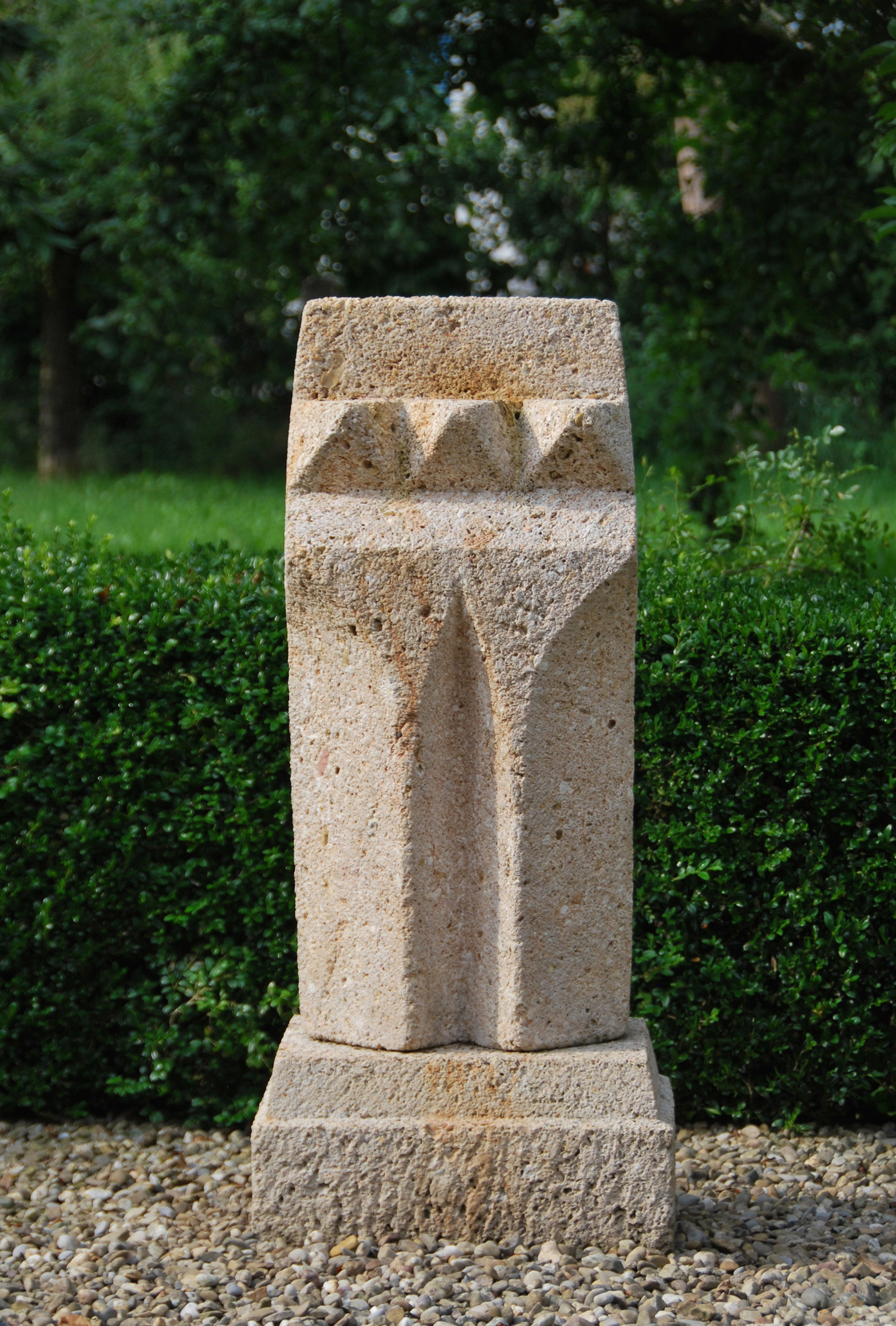
Gotischer Mann, Muschelkalk, 1958

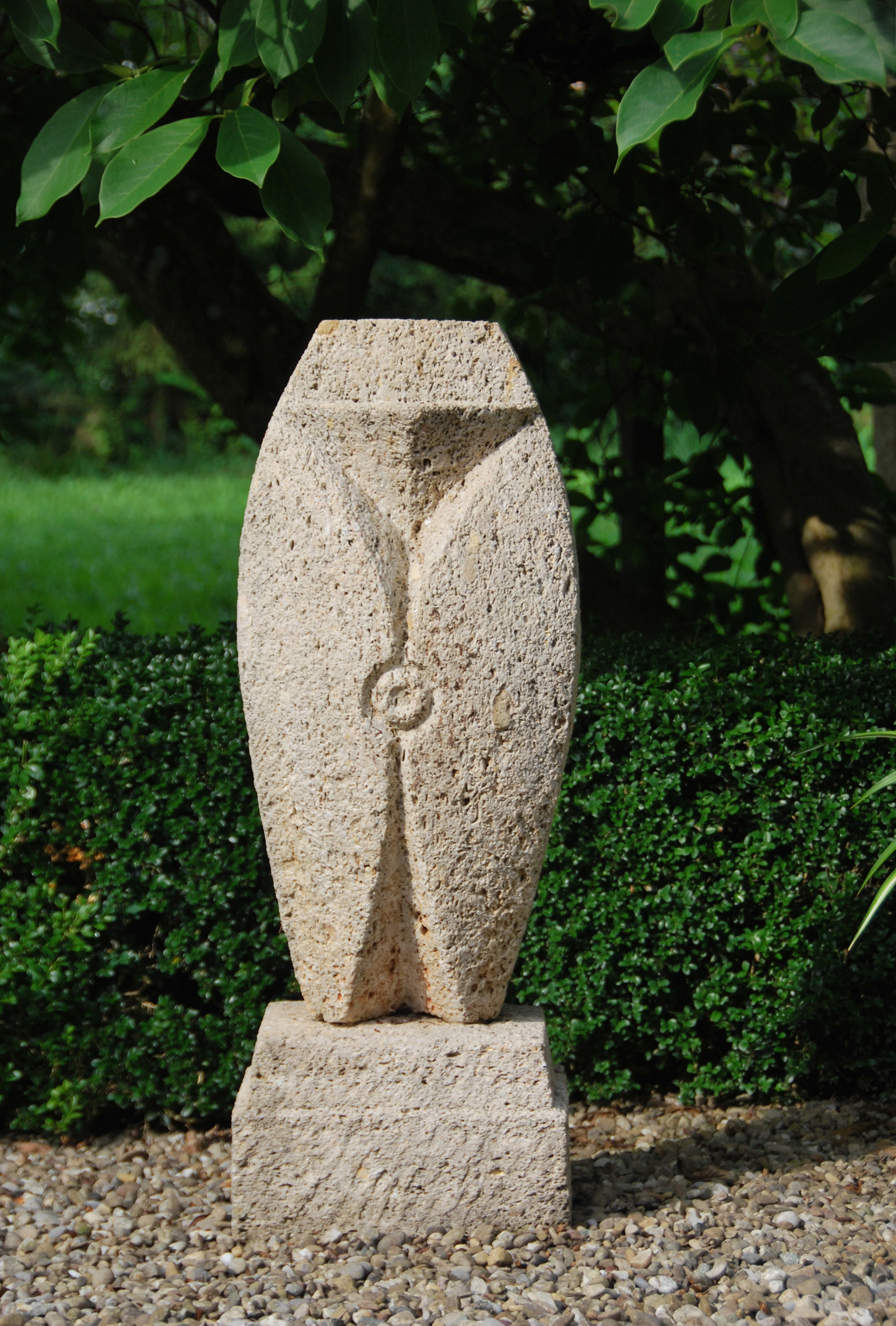
Gotische Frau, Muschelkalk, 1958

Walter Gürtler wurde als drittes und jüngstes Kind des Gemeindeförsters Josef Gürtler und der Marie Gürtler-Valentin in Allschwil geboren, wo er die Primar- und Sekundarschule besuchte. Nach der Steinmetzlehre bei Alvin Seifried in Basel, der Ausbildung zum Steinbildhauer bei Jakob Weder in Riehen und Kursen an der Kunstgewerbeschule Basel (heute Hochschule für Gestaltung und Kunst) mit den Schwerpunkten Schrift, Gestalten, Aktzeichnen und Aktmodellieren erlangte er am 30. April 1952 das Fähigkeitszeugnis zum Steinbildhauer. Nach der Rekrutenschule als Grenadier und einem Wanderjahr durch Italien, Frankreich, Griechenland, Spanien, Holland und Deutschland arbeitete er von 1954 bis 1955 als Messe-Boy auf den Hochseeschiffen Basilea und Carona im Pendelverkehr zwischen Europa und Süd-, Mittel- und Nordamerika sowie Haiti.
Von 1955 bis 1960 wohnte und arbeitete Walter Gürtler als freischaffender Künstler im Elternhaus in Allschwil. 1958 präsentierte er im Rahmen der Ausstellung «Plastik im Freien» in Biel seine Eichenskulptur Die Ackerdistel / Grosse Sonne. 1960 zog Walter Gürtler an die Hammerstrasse 168 in Basel und richtete sein Atelier an der Mühlheimerstrasse ein.
1961 erwarb er die profanierte Synagoge in Hégenheim/Frankreich, die ihm seither als Wohnung und Atelier diente. Von 1963 bis 1968 gehörte er der Künstlervereinigung «Gruppe 33» in Basel an und nahm an den Weihnachtsausstellungen in der Kunsthalle Basel teil. 1964 fertigte er für die Basler Tituskirche als «Kunst-am-Bau»-Arbeiten die Backsteinreliefs Kreuzkelch und Kornähre sowie den Taufstein.
Mit seiner zweiten Ehefrau Julie Margrit Gürtler-Hunziker (Heirat 1963) unternahm er eine Weltreise durch Griechenland, Rumänien, Türkei, Indien, Pakistan, Afghanistan, Burma, Thailand und Kambodscha. 1965 erhielt er ein Kunststipendium der Stadt Basel und 1966 einen Preis vom Lions Club Basel. Mit dem Preisgeld installierte er 1967 das grosse Atelierfenster an der Ostfassade der Synagoge. 1970 nahm er am Internationalen Bildhauersymposion im österreichischen Mauthausen teil, wo er die Monumentalplastik Paramahansa Yogananda aus Perger Granit von Hand skulptierte.
Gürtler, der ab 1971 zunehmend naturverbundener und spiritueller lebte, war Vegetarier, ab 1975 Veganer, aktiver Gegner von Atomkraft und Kapitalismus und infolgedessen praktizierender Tauschhändler und Selbstversorger nach bio-dynamischer Anbaumethode. Von 1970 bis 2007 war er Anhänger von Paramahansa Yogananda und Sathya Sai Baba. Im Februar 1975 wurde er Mitglied der SRF-Meditationsgruppe in Basel und lud bis zu seinem Tod selbst zu Meditationen in die ehemalige Synagoge Hégenheim ein.
Durch den Kontakt mit Rabbiner Marc Meyer und Lea Rogg (die eine Inventur des jüdischen Friedhofs Hégenheim erstellte) begann er 1997, über 200 alte Grabsteine in ehrenamtlicher Arbeit instand zu stellen.
Nach anfänglich mit kubistisch beeinflussten, statisch wirkenden Figuren entwickelte Gürtler bis Ende der 1960er-Jahre eine vertikal ausgerichtete abstrakte Darstellungsweise in Anlehnung an Constantin Brâncuși und schuf über 1'000 Holz-, Stein-, Ton- und Bronzeskulpturen, viele für den öffentlichen Raum und Institutionen wie Schulen, Kindergärten und Altersheimen, zudem mehr als 500 Zeichnungen und Skizzen. Bis 2011 nahm er an insgesamt 34 Ausstellungen in der Schweiz und in Frankreich teil. Skulpturen von ihm befinden sich in Europa, den Vereinigten Staaten und in Indien. Zudem wirkte er als Vermittler der Bildhauerkunst in Stein und Holz für interessierte Schüler und Bildhauer. Gürtler starb nach kurzer Krankheit im Spital Moenchsberg in Mulhouse/Frankreich.

## Werk

### Werke im öffentlichen Raum

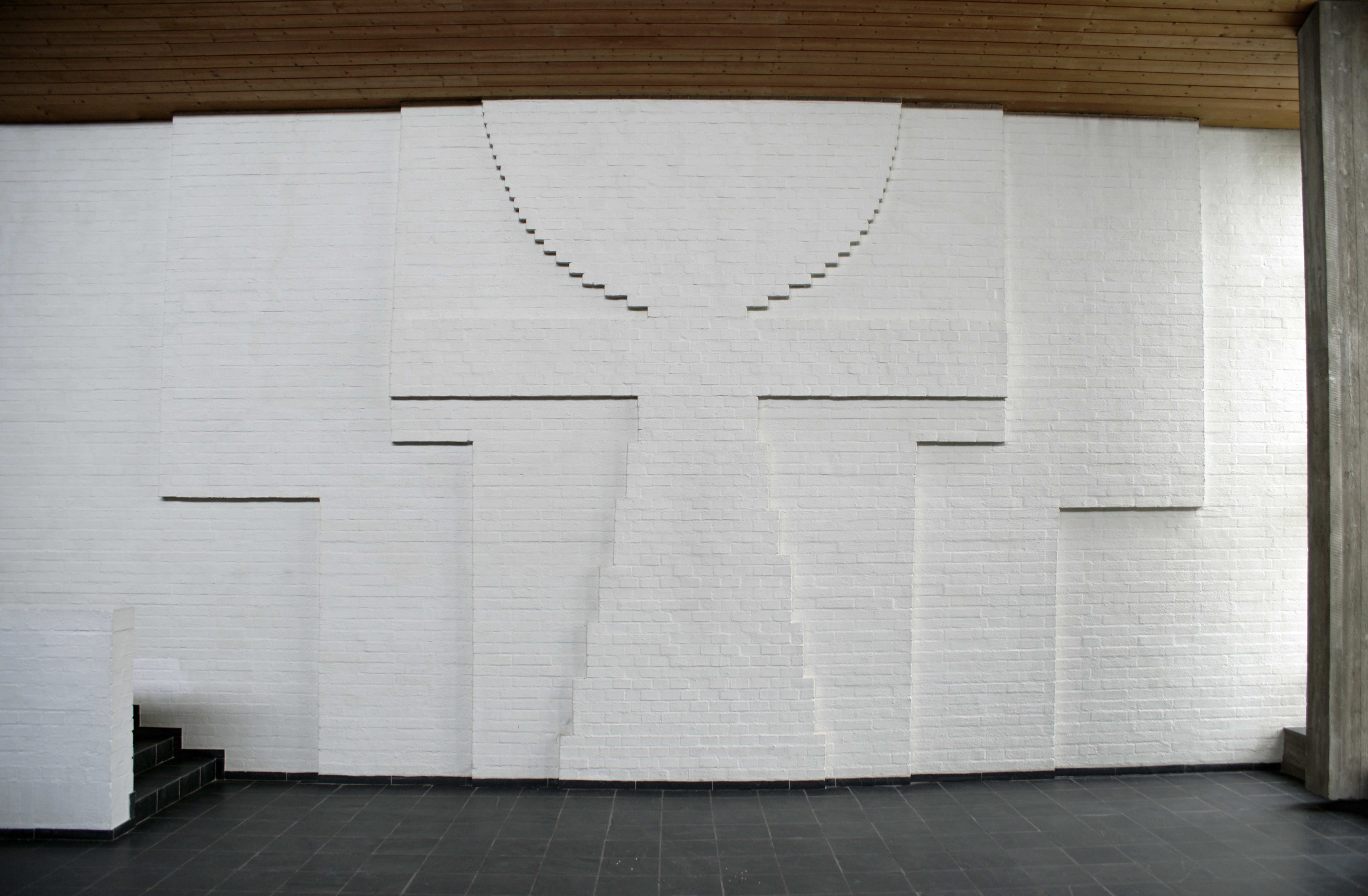
Kreuzkelch Tituskirche Basel, Backsteinrelief, 1964

- 1954: Adam (Granit), Universität Stockholm
- 1956: Eckstein Füchsin (Granit), am Letten-Schulhaus Allschwil
- 1958: Grosse Sonne/Menora (Eiche), Alterszentrum Bachgraben Allschwil
- 1960: Der Kämpfer (Granit), ehemalige Gemeindeverwaltung Allschwil
- 1961: Waldrelief (Collombey Kalk), Adullam-Stiftung Basel
- 1962: Kleine Sonne (Eiche), Kunstkommission Kt. BL
- 1964: Kreuzkelch (Gipsrelief), Titus Kirche Basel
- 1964: Kreuzkelch (Backsteinrelief), Titus Kirche Basel
- 1964: Kornähre (Backsteinrelief), Tituskirche Basel
- 1964: Taufstein (Collombey-Kalk), Titus Kirche Basel
- 1966: Ausgleich (Marmor), Kunstkreditkommission Kt. BL
- 1969: Biene (Muschelkalk), Kindergarten Feldstrasse Allschwil
- 1969: Kosmos (Kalkstein), Schulhaus Schönenbuchstrasse Allschwil
- 1972 Paramahansa Yogananda (Eiche), Rektorat Realschule Basel, Kunstkredit BS
- 1973 Yogananda-Stehle (Eiche), Kinderspielplatz am Bachgraben, Allschwil und andere.
- 1974 Brunnenstock (roter Quarzsandstein), Klarastrasse/Hegenheimermattweg, Allschwil

## Ausstellungen

### Einzelausstellungen
- 1972: «Walter Gürtler: Sculture», bei Dimitri, im teatro Dimitri, 6653 Verscio
- 1991: «Walter Gürtler: zum 60. Geburtstag», bei Jeanne Schneeberger, Bahnhofstrasse 10, Lützelflüh-Goldbach
- 2003: «Walter Gürtler: Werke aus Privatbesitz», bei Armin Vogt, Galerie, Münsterplatz 8, Basel
- 2011: «Walter Gürtler: zum 80. Geburtstag», bei Werner Röthlisberger, Galerie am Spalenberg, Basel
- 2013: «Walter Gürtler: 50 Jahre Leben und Wirken in der ehemaligen Synagoge Hegenheim», Maison du Rabbin, Hégenheim, durch Jeanne Schneeberger
- 2014: «Walter Gürtler: drei hoch vier», Heimatmuseum Allschwil, Baslerstrasse 122, 4123 Allschwil, durch Jeanne Schneeberger
- 2015: «Walter Gürtler: Kreuzkelch in der Titus Kirche Basel», Titus Kirche, Basel durch Jeanne Schneeberger
- 2016: «Walter Gürtler: zu zweit», Titus Kirche, 4059 Basel durch Jeanne Schneeberger

### Gruppenausstellungen
- 1958: 1961, «Plastik im Freien», Rittermattenschulhaus und Park am See, Biel
- 1958: Villa Olmo, Como, Italien
- 1961, 1963, 1966, 1967, 1968, 1972, 1973, 1974: Weihnachtsausstellungen, Kunsthalle, Basel
- 1971: 1974, 1979, 1998, 2011: im Heimatmuseum, Einkaufsparadies, im Mühlestall, Allschwil
- 1972: «Skulpturen im Freien», Binningen
- 1972: Galerie au Souffle de Paris, F-Saint-Louis
- 1972: Ars Mittenza Muttenz, Holzschnitt und Kleinplastik
- 1976: Sissach
- 1980: Universitätsbibliothek Basel
- 1983: Galerie «zem Specht», Januar- und Juli-Ausstellungen, Gemsberg 8, Basel
- 1987: Ausstellungsraum Klingental/Kaserne 4058 Basel, 1989 Ebenrain, Sissach
- 1998, 1999, 2000, 2002: Complexe Culturel, F-Hégenheim und andere
- 2011: Ausstellung im Mühlestall Allschwil

### Lexika
- Renate Treydel: Gürtler, Walter. In: Allgemeines Künstlerlexikon. Die Bildenden Künstler aller Zeiten und Völker (AKL). Band 65, Saur, München u. a. 2009, ISBN 978-3-598-23032-5, S. 18.
- Schweizerisches Institut für Kunstwissenschaft (Hrsg.): Künstlerverzeichnis der Schweiz 1980–1990. Verlag Huber, Frauenfeld 1991, ISBN 3-7193-1045-0, S. 191 f.
- Schweizerisches Institut für Kunstwissenschaft (Hrsg.): Biografisches Lexikon der Schweizer Kunst. Band A–K. Verlag Neue Zürcher Zeitung, Zürich 1998, ISBN 3-85823-673-X, S. 443.
- Eduard Plüss, Hans Christoph von Tavel (Hrsg.): Künstler Lexikon der Schweiz XX. Jahrhundert. Band 1. Verlag Huber, Frauenfeld 1958–1967, DNB 457313900, S. 392 f.
- Marcel Joray: Schweizer Plastik der Gegenwart. Band II: 1954 bis 1959. Editions du Griffon, Neuenburg 1959, DNB 821261568, S. 80 f.

### Kataloge
- 2. bis 24. September 1961, buri gürtler iseli luginbühl meister spescha schaffner, Städtische Galerie Biel, Walter Gürtler, Basel, Hammerstrasse 168, S. 7, Städtische Galerie Biel, Druck Hertig, Biel.
- Januar 1962, werk / Schweizerische Monatsschrift für Architektur, Kunst, Künstlerisches Gewerbe, Herausgeber Verlag WERK, Winterthur. Drei junge Basler Bildhauer. S. 37–40.
- 29. November 1964, Festschrift zur Einweihung der Tituskirche in Basel, am 1. Advent, Herausgeber Kirchenvorstand St. Elisabethen, Basel, S. 12, Fotos 3 und 4.
- 1970, internationale bildhauer-symposien linz-mauthausen 1970, 1971, 1973. Herausgeber Verein Internationaler Bildhauer-Symposion, Linz-Mauthausen OÖ, Hannes Haslecker. Walter Gürtler, Paramahansa Yogananda, Perger-Granit, 1970, H 3.36m, B 1.30m, T 1.11m.
- 18. September 1970, Oberösterreichischer Kulturbericht, XXIV. Jahrgang, Folge 27/28, Herausgeber Kulturabteilung des Amtes der OÖ Landesregierung, Verlag Amtliche Linzer Zeitung.
- Oktober 1971, Kunst und Stein, Nr. 5, 16. Jahrgang, Herausgeber Verband Schweizerischer Bildhauer- und Steinmetzmeister (VSBS), Redaktion Fritz Hauswirth / Grait-Bildhauerzentrum in Mauthausen. Walter Gürtler, S. 5.
- 30. September bis 22. Oktober 1972, Skulptur im Freien, auf den Terrassen und im Innern der Schulhäuser Spiegelfeld Binningen. Herausgeber Kunstverein Binningen. Walter Gürtler, S. 20.
- 9. November bis 1. Dezember 1974, Kunst in Allschwil – Allschwiler Künstler, im Heimatmuseum in Allschwil, Walter Gürtler, Objekte 114–118, Herausgeber Verkehrs- und Kulturverein Allschwil
- 28. November 1976 bis 2. Januar 1977, Kleinplastiken und Bildhauerzeichnungen, Walter Gürtler, Hégenheim Elsass. Herausgeber: Basel Landschaftliche Kunstvereinigung.
- 31. Mai bis 28. Juni 1987, Bildhauer und Bildhauerinnen, Künstlerinformation, Ausstellungsraum Kaserne Ausstellung, Gürtler Walthari, Hegenheim. Herausgeber: Atelierhaus Klingental, Basel.
- 3. bis 30. September 1989, 4 Jahrzehnte KUNST in Baselland 1945–1989, Im Schloss und Park Ebenrain in Sissach, Walthari Gürtler, «Der Heilige». Hrsg.: Basel Landschaftliche Kunstvereinigung, S. 33.
- 1998, HEGENHEIM – BUSCHWEILLER, von Christophe Sanchez, BULLETIN NR.2 DU CERCLE D’HISTOIRE DE HEGENHEIM – BUSCHWILLER, Walter Gürtler, Sculpteur. Imprimerie P. Bieler, Huningue. S. 27–29,
- 9. bis 17. September 2011, Walter Gürtler, zum 80. Geburtstag, Katalog. Hrsg.: Jeanne Schneeberger. Druck: Jordi, Belp.
- 7. bis 14. September 2014, Titus Kirche Basel, Reliefs zum Neuen Testament, Peter Moilliet, Aussenreliefs und Walter Gürtler Innenreliefs und Taufstein. Broschüre von Titus Kirche Basel. Text: Pfarrerin Monika Widmer, Fotos und Layout: Jeanne Schneeberger, Druck: Haller und Jenzer Burgdorf
- 30. August 2015, Walter Gürtler, «Kreuzkelch in der Tituskirche Basel», Ausstellungskatalog von Jeanne Schneeberger. Druck: Haller und Jenzer, Burgdorf.
- 2. bis 9. September 2016, Walter Gürtler, «zu zweit», Ausstellung Titus Kirche Basel, von Jeanne Schneeberger, Katalog 2016. Druck: Haller und Jenzer Burgdorf.